# Slewnoje
Slewnoje (ros. Слевное) – wieś (sieło) w Rosji, w obwodzie kurgańskim, w rejonie makuszyńskim. W 2010 liczyła 226 mieszkańców.